# Roberto Locatelli

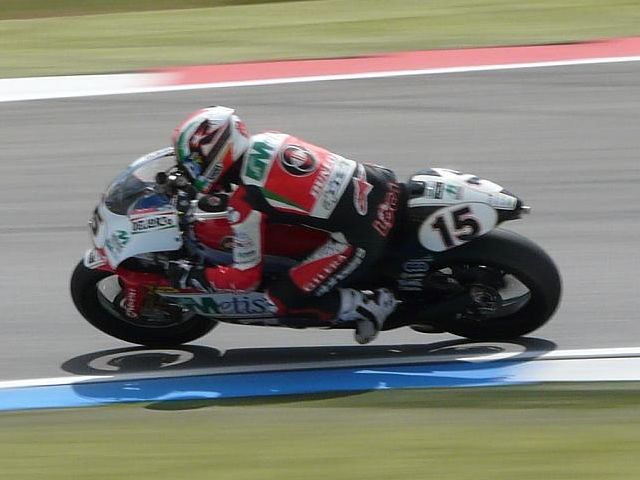
Locatelli 2008 in Assen auf Gilera

Roberto „Loca“ Locatelli (* 5. Juli 1974 in Bergamo) ist ein ehemaliger italienischer Motorradrennfahrer.
Im Jahr 2000 wurde er Weltmeister in der 125-cm³-Klasse der Motorrad-Weltmeisterschaft.

## Karriere
Roberto Locatelli sammelte seine ersten Erfahrungen in der italienischen Meisterschaft, die er 1993 gewann. Im Jahr darauf, 1994, debütierte er beim Grand Prix von Italien in der 125-cm³-Klasse der Motorrad-Weltmeisterschaft als Wildcard-Pilot. Er erreichte sofort die Pole-Position und wurde im Rennen nach einem Unfall Zehnter.
In der Saison 1995 wurde Locatelli Werkspilot bei Aprilia in der 250-cm³-Klasse. Beim ersten Saisonlauf im australischen Eastern Creek stürzte er in der ersten Runde bei einer Massenkarambolage, die von Luis d’Antin ausgelöst wurde und erlitt einen Schlüsselbeinbruch. Ein neunter Platz beim Grand Prix von Brasilien war sein bestes Saisonresultat, in der Gesamtwertung landete er auf Rang 17.
Auch in der Saison 1996 schaffte „Loca“ den Durchbruch nicht. In den zwei Jahren in der 250-cm³-Klasse, schaffte er es nicht, einen Podestplatz einzufahren.
Von 1997 bis 1998 startete Roberto Locatelli auf Honda in der 125-cm³-Klasse. Im ersten Jahr wurde er mit 97 Punkten WM-Achter. In der Saison 1998 gelang ihm mit Rang drei beim Grand Prix von Deutschland auf dem Sachsenring sein erster Podestplatz, außerdem gelangen ihm drei Pole-Positions. In der WM-Gesamtwertung belegte er den neunten Platz.
Zur Saison 1999 wechselte Locatelli zum Team Vasco Rossi Racing des italienischen Sängers Vasco Rossi und startete auf Aprilia. Er konnte die Großen Preise von Frankreich und Italien gewinnen und belegte in der Weltmeisterschaft mit 173 Punkten Rang vier.
In der Saison 2000 startete „Loca“ weiterhin für Vasco Rossi Racing und konnte den bisher größten Erfolg seiner Karriere feiern. Mit fünf Siegen, insgesamt acht Podiumsplatzierungen und neun Pole Positions wurde er mit 230 Punkten Weltmeister der 125-cm³-Klasse.
Danach begannen für Locatelli schwierigere Zeiten, er fand keinen Platz in einem Werksteam, 2001 und 2002 startete er in der 250-cm³-Klasse auf Honda und Aprilia und belegte jeweils den achten Platz in der WM.
Zur Saison 2003 ging er zurück in die 125-cm³-Klasse zum Neueinsteiger KTM. Nach einer enttäuschenden Saison mit nur 18 Punkten aus 16 Rennen und Platz 24 in der Gesamtwertung verließ er die Österreicher wieder und wechselte ins Team von Lucio Cecchinello, wo er eine 125-cm³-Aprilia pilotierte und mit zwei Siegen und sechs Podien in der Saison 2004 mit 193 Punkten den dritten Platz der Gesamtwertung belegen konnte. Als nach der Saison ein Höchstalter von 28 Jahren für 125-cm³-Piloten eingeführt wurde, durfte er, wie auch der Deutsche Steve Jenkner, nicht mehr starten und stieg wiederum in die 250-cm³-Klasse um.
Die Saison 2005 lief nicht berauschend, Locatelli erreichte mit 61 Punkten Rang 13 der WM-Wertung.
Zur Saison 2006 wechselte Roberto Locatelli ins ungarische Team Toth, wo er eine 2005er Werksmaschine von Aprilia pilotierte. Dort erlebte er eine wundersame Auferstehung und ließ alle Kritiker, die ihn für zu alt hielten und schon abgeschrieben hatten, verstummen. Er übertraf in diesem Jahr alle Erwartungen, beendete jedes Rennen in den Top 10, erreichte zwei Podestplätze und wurde mit 191 Punkten Fünfter der Gesamtwertung.
In der Saison 2007 pilotierte Roberto Locatelli in der 250-cm³-Klasse eine Werksmaschine von Gilera, die baugleich mit der aktuellen Werksmaschine von Aprilia war. Am 24. März 2007 stürzte er beim Training zum Grand Prix von Spanien in Jerez und erlitt dabei schwere Verletzungen am Kopf, der Lunge und dem linken Knöchel.
Nach 224 Starts in der Motorrad-WM, neun Siegen, 25 Podiumsplätzen, 18 Pole-Positions sowie zehn Schnellsten Rennrunden beendete Roberto Locatelli nach der Saison 2009 seine aktive Fahrerkarriere.
Er arbeitet künftig als Fahrtrainer und Sport-Koordinator des Junior-GP-FMI-Teams. Das Junior-Team ist eine Initiative des italienischen Motorrad-Verbands, das hoffnungsvolle Talente hervorbringen und fördern soll.

## Statistik

### Erfolge
- 2000 – 125-cm³-Weltmeister auf Aprilia
- 9 Grand-Prix-Siege

### In der Motorrad-Weltmeisterschaft
| Saison | Klasse  | Motorrad | Rennen | Siege | Podien | Poles | Punkte | Ergebnis    |
| ------ | ------- | -------- | ------ | ----- | ------ | ----- | ------ | ----------- |
| 1994   | 125 cm³ | Aprilia  | 1      | –     | –      | 1     | 6      | 29.         |
| 1995   | 250 cm³ | Aprilia  | 10     | –     | –      | –     | 31     | 17.         |
| 1996   | 250 cm³ | Aprilia  | 12     | –     | –      | –     | 41     | 17.         |
| 1997   | 125 cm³ | Honda    | 15     | –     | –      | –     | 97     | 8.          |
| 1998   | 125 cm³ | Honda    | 14     | –     | 1      | 3     | 87     | 9.          |
| 1999   | 125 cm³ | Aprilia  | 16     | 2     | 4      | 3     | 173    | 4.          |
| 2000   | 125 cm³ | Aprilia  | 16     | 5     | 8      | 9     | 230    | Weltmeister |
| 2001   | 250 cm³ | Aprilia  | 15     | –     | 2      | –     | 134    | 8.          |
| 2002   | 250 cm³ | Aprilia  | 16     | –     | 1      | –     | 119    | 8.          |
| 2003   | 125 cm³ | KTM      | 16     | –     | –      | –     | 18     | 24.         |
| 2004   | 125 cm³ | Aprilia  | 16     | 2     | 6      | 1     | 192    | 3.          |
| 2005   | 250 cm³ | Aprilia  | 16     | –     | –      | –     | 61     | 13.         |
| 2006   | 250 cm³ | Aprilia  | 16     | –     | 2      | 1     | 191    | 5.          |
| 2007   | 250 cm³ | Gilera   | 13     | –     | –      | –     | 59     | 13.         |
| 2008   | 250 cm³ | Gilera   | 16     | –     | –      | –     | 110    | 9.          |
| 2009   | 250 cm³ | Gilera   | 16     | –     | 1      | –     | 85     | 11.         |
| Gesamt | Gesamt  | Gesamt   | 224    | 9     | 25     | 18    | 1634   |             |

## Verweise